# Баджот, Уолтер
Уо́лтер Ба́джот (англ. Walter Bagehot (Произносится: ˈbædʒət); 3 февраля 1826, Лэнгпорт, гр. Сомерсет — 24 марта 1877, там же) — британский экономист и политический философ XIX века, представитель манчестерской школы в политической экономии.
Окончил Лондонский университетский колледж (1848), где изучал математику и философию. Был приглашён в юридическую коллегию, но не стал заниматься практикой, а присоединился к банковскому делу отца. Писал статьи для разных периодических изданий, но получил известность как обозреватель и главный редактор журнала The Economist, который был основан его тестем Джеймсом Уилсоном. Подробные статьи Бэджета на американские темы имели большое влияние не только на общественное мнение, но и на действия британских политиков.
После его смерти было опубликовано большое количество его биографических и экономических эссе.
Отдавая дань его заслугам, The Economist назвал свою еженедельную колонку о британской политике его именем — «Bagehot». Также «Ассоциация политических наук» ежегодно награждает Walter Bagehot Prize за лучшую диссертацию в области правительства и общественной администрации.

## Политико-философская и социологическая теория
Бэджет проявлял интерес не только к экономической сфере общества. Среди его трудов есть множество политико-социологических исследований. Кроме того, многими западными учёными он признаётся как один из основоположников самостоятельной политической социологии. Он являлся сторонником социологического натурализма и эволюционизма, популярных в его время в сфере общественных наук. Именно на принципах этих направлений построена политическая философия и социология Бэджета.
В своих исследованиях социальной и политической жизни философ опирался на концепцию постоянной эволюции общественной системы. Он считал, что вся совокупность тех или иных событий в обществе в итоге приводит его к «органическому» развитию. На этом строится и его особый эволюционно-этический подход: Бэджет считал необходимым обеспечение государством как можно большей свободы выбора для того самого общественного развития. Только в условиях такой свободы, полагал он, будет происходить совершенствование институтов путём «естественного отбора» наиболее хорошо функционирующих. Исходя из такого подхода, учёный считал революцию неприемлемой, так как она в любом случае нарушает естественный ход вещей, уничтожает общественное равновесие. Он признавал эффективной только последовательную модернизацию.
Изучая общественное развитие, Бэджет применял такой критерий, как переход от коллективизма, при котором социум довлеет над индивидом, к индивидуалистскому обществу, где ценится личность человека, а само оно функционирует преимущественно для удовлетворения потребностей самих индивидов.
Учёный занимался и вопросом роли личности в истории. Он считал, что выдающиеся политики и деятели существенно влияют на общественный прогресс. Бэджет определял политического лидера как человека, способного не только построить отношения с народом на основе взаимного доверия и ответственности, но и подстраиваться под изменяющийся социум, чувствовать измерения в стратах и общественных классах своего электората. В целом, его исследования социума содержат явную ориентацию на исторические персоналии.

## Произведения
В 1867 написал книгу The English Constitution, в которой детально исследовал государственное устройство Великобритании, особенно функционирование Парламента и британской монархии, и сравнивал систему британского и американского правительства. Он пришёл к выводу, что британская монархия выполняет по большей части идеологическую функцию или «почётную» как называл её сам учёный. Активная же, реальная власть безусловно осуществляется парламентом, институтом демократической власти. Бэджет признавал Англию уникальным примером сочетания антуража монархии как чего-то божественного, данного свыше и одновременно демократии, реализуемой через деятельность парламента. В американской же модели он критиковал её чрезмерную нестабильность, свойственную той политической системе, хотя сам и был сторонником парламентаризма. Книга признана образцовой и была переведена на многие иностранные языки.
Также он написал Physics and Politics (1872) и Lombard Street (1873), важный финансовый труд.
- Беджгот, Вальтер Естествознание и политика. Мысли о применении начал естественного подбора и наследственности к политическому обществу. — СПб., 1874. — 328 с.
- Беджгот, Вальтер Научные законы развития народов в связи с наследственностью и естественным подбором. — Харьков, 1896. — 209 с.
- Беджгот, Уолтер Ломбардстрит. Критическое исследование об организации и деятельности английского денежного рынка. / С предисл. к нем. изд. проф. Франца фон Гольтцендорфа; Пер. с англ. (изд. 1896 г.) и ст. «Депозитные банки в Англии и России» Е. Эпштейна. — СПб., 1901. — 294 с.
- Беджгот, Уолтер Государственный строй Англии / Пер. Е. Прейс; Под ред. [и с предисл.] Н. Никольского. — Москва : М. и С. Сабашниковы, 1905. — [2], VII, [3], 359 с.
- «Обзор „Принципов политической экономии“ Милля» (Review of Mill’s Principles of Political Economy, 1848);
- «Экономические исследования» (Economic Studies, 1880);
- «Постулаты английской политической экономии» (The Postulates of English Political Economy, 1885).